# No pibe
«No pibe» es una canción del grupo de rock argentino Manal, compuesta por su baterista y vocalista Javier Martínez.

Por ejemplo en el caso de nuestro segundo simple, "No pibe", simplemente destacamos esa búsqueda enferma y alienada que existe para conseguir la materialización de los bienes y el status.
Javier Martínez.

## Composición
En vísperas de la época de la finalización de las grabaciones para la banda sonora de la película Tiro de gracia, Martínez compone el blues "No Pibe". Llegaron a grabar un demo para la CBS, que no se llegó a completar porque la compañía no apoyó el proyecto. Martínez compuso la letra de la canción cuando estaba un día en la casa de un amigo en el barrio de Palermo (Buenos Aires), en donde apareció un sujeto que decía haberse comprado un Peugeot último modelo, y al llegar con la noticia al amigo de Martínez le comunica: "Las minas [mujeres] que antes no me daban bola [atención], ahora me van a dar bola porque tengo este auto", ante esto Martínez quedó impresionado negativamente, ya que pensaba: "¿Para que te de bola una mina, tenés que tener un auto nuevo? ¿Dónde estamos? Es un asco. Entonces escribí: 'No hay que tener un auto, ni relojes de medio millón'".
La grabación de la canción contó con: Javier Martínez en batería y voz, Claudio Gabis en guitarra eléctrica, y Alejandro Medina en bajo eléctrico.

## Publicación
La versión original de "No pibe" se grabó en los Estudios TNT de Buenos Aires a comienzos de 1969, siendo editada por el sello independiente Mandioca (con "Necesito un amor" en el lado B), como segundo sencillo de Manal. En 1973 el tema fue incluido en el álbum doble de compilación Manal editado por Talent. Posteriormente fue registrado en reiteradas ocasiones en vivo, editándose en Manal en Obras de 1982, Manal en vivo de 1994 y En vivo en el Roxy de 1995 (pero esta última sin Claudio Gabis) y en Vivo en Red House de 2016.

## Versiones
- El grupo de rock argentino La Renga homenajeó a Javier Martínez interpretando esta canción en un concierto en La Plata el 4 de mayo de 2024, en la gira de apoyo a su película.

## Créditos
Manal
- Javier Martínez: voz y batería
- Claudio Gabis: guitarra eléctrica
- Alejandro Medina: bajo eléctrico

Otros
- Jorge Álvarez y Pedro Pujo: productores
- Salvador y Tim Croatto: técnicos en grabación

## Banda sonora
"No pibe" fue usada como banda sonora en el primer capítulo de la serie de Netflix El Eternauta de 2025, cuando el protagonista Juan Salvo, interpretado por Ricardo Darín, la canta mientras espera en su auto.